# Dark Hole Brook
De Dark Hole Brook is een grote beek in de Canadese provincie Newfoundland en Labrador. De beek is 7,5 km lang en bevindt zich in Clarenville, in het zuidoosten van het eiland Newfoundland.

## Verloop
De Dark Hole Brook begint als uitstroom van de Little Loon Pond, een meertje in het onbewoonde westen van de gemeente Clarenville. Dat meertje ligt op zo'n 175 m boven zeeniveau, vlak bij het White Hills Resort.
De beek gaat de eerste 2 km grotendeels in oostelijke richting, waarna ze naar het zuidoosten toe draait. De beek behoudt die richting gedurende de rest van haar loop en stroomt al doende door een uitgesproken dal. Kort voordat ze de bebouwing van Clarenville bereikt, stroomt de Dark Hole Brook onderdoor de Trans-Canada Highway (NL-1).
Na zo'n 7,5 km mondt de beek uiteindelijk uit in de Lower Shoal Harbour River ter hoogte van de buurt Clarenville South.

## Wandelroute
De monding van de Dark Hole Brook is bereikbaar via de Rotary Trail, een wandelroute die vertrekt in het Elizabeth Swan Park en via een brugje de Lower Shoal Harbour River oversteekt. Dit pad volgt voor een deel ook de rotsachtige oevers van de beek en heeft enkele nevenpaden die op verschillende plaatsen de Dark Hole Brook overbruggen.